# Qatar-3
Qatar-3 är en ensam stjärna belägen i den mellersta delen av stjärnbilden Andromeda. Den har en skenbar magnitud av ca 12,88 och kräver ett kraftfullt teleskop för att kunna observeras. Baserat på parallax enligt Gaia Data Release 3 på ca 1,58 mas beräknas den befinna sig på ett avstånd av ca 2 100 ljusår (ca 632 parsec) från solen. Den rör sig bort från solen med en heliocentrisk radialhastighet av ca 11 km/s.

## Egenskaper
Qatar-3 är en gul till vit underjättestjärna av spektralklass G0 V. Den har en massa av ca 1,15 solmassa, en radie av ca 1,27 solradie och utsänder energi från dess fotosfär motsvarande ca 1,9 gånger solen vid en effektiv temperatur av ca 6 000 K. Qatar-3 är också en metallfattig stjärna som har en liknande metallisk halt som solen och en snabb rotationshastighet på 10,4 km/s. Det betyder att den tar 6,31 dygn att fullborda en full rotation, medan solen tar nästan en månad att rotera.  

## Planetsystem
År 2016 upptäckte Qatar Exoplanet Survey, som leddes av ett internationellt team i Qatar, en exoplanet i rotation kring Qatar-3. Qatar-3b är en massiv planet, med 4,31 gånger Jupiters massa, och har en liknande radie som den senare. Med en densitet på 4,0 g/cm3, vilket är en av de tätaste planeterna som upptäckts och en effektiv temperatur på 1 681 K, är den en het Jupiter. Den kretsar mycket nära dess stjärna med en period på 2 dygn, 12 timmar, 11 minuter och 24 sekunder. Detta motsvarar ett omloppsavstånd på cirka 0,04 AE, vilket är 10 gånger närmare dess stjärna än Merkurius är solen.  
| Planet | Massa          | Halv storaxel (AE) | Siderisk omloppstid (d) | Excentricitet | Inklination | Radie           |
| ------ | -------------- | ------------------ | ----------------------- | ------------- | ----------- | --------------- |
| b      | 4,31 ± 0,47 MJ | 0,03783 ± 0,00069  | 2,5079204               | 0             | 86,8 ± 2,0° | 1,096 ± 0,14 RJ |